# Буллоу, Эдвард
Э́двард Бу́ллоу (англ. Edward Bullough, 28 марта 1880, Тун, Берн — 17 сентября 1934, Бат, Сомерсет) — английский эстетик и исследователь современных языков, работал в Кембриджском университете. 
Буллоу выполнил экспериментальную работу по изучению восприятия цветов и в своей теоретической работе ввёл концепцию психической дистанции.

## Биография
Эдвард Буллоу родился в Туне (Швейцария) 28 марта 1880 года в семье Джона Буллоу и Берты Шмидлейн. Детство провёл в Германии, где получил начальное образование в гимназии Витцхум в Дрездене. В возрасте семнадцати лет Буллоу переехал в Англию.
В 1899 году поступил в Тринити-колледж Кембриджского университета, где изучал средневековые и современные языки. В 1902 году получает степень бакалавра, в 1906 году — магистра. После окончания обучения начал преподавать французский и немецкий языки в колледжах Кембриджа, читал лекции в университете.
Во время обучения Буллоу заинтересовался эстетикой. В 1907 году Буллоу создал курс лекций по эстетике, который был прочитан в Кембридже и издан по частной инициативе под названием «Современная концепция эстетики». Впоследствии, Буллоу продолжал читать курс ежегодно почти до самой своей смерти. Буллоу провёл экспериментальную работу по изучению восприятия цветов в Кембриджской психологической лаборатории, основу для которой составили три статьи в Британском журнале психологии: «Кажущаяся тяжесть цветов» (1907), «„Проблема восприятия“ в эстетической оценке отдельных цветов» (1908) и «„Проблема восприятия“ в эстетической оценке простых цветовых комбинаций» (1910). Буллоу также интересовался парапсихологией и был членом Общества психических исследований.
В 1912 году опубликовал теоретическую статью «Психическая дистанция как фактор в искусстве и эстетическом принципе». Психическая дистанция — это то, что в определённых ситуациях «кажется, лежит между нашим самим собой и его чувствами, используя последний термин в самом широком смысле как что-либо, что влияет на наше существо».
Во время Первой мировой войны Буллоу был призван летом 1915 года в отдел криптоанализа Британского адмиралтейства, где служил в течение четырёх лет.
После войны он вернулся в Кейус (англ. Caius). Публикует в Британском журнале психологии ещё две статьи по эстетической теории: «Отношение эстетики к психологии» (1919) и «Разум и среда в искусстве» (1920). В 1920 году он был назначен преподавателем современных языков в колледже и преподавателем немецкого языка в Кембриджском университете.
В 1923 году Буллоу подал в отставку с поста, занимаемого в университете, желая сконцентрироваться на изучении и исследовании итальянского языка. В последующее десятилетие он опубликовал переводы Этьена Гилсона, Карла Адама и Ахилла Ратти (тогдашний папа Пий XI) и дал три статьи о Данте в католических летних школах в Кембридже и Зальцбурге. В 1926 году стал преподавателем итальянского языка в университете.
В марте 1933 года Эдвард Буллоу был избран председателем итальянской кафедры в Кембридже.
После непродолжительной болезни Буллоу умер в доме престарелых в Бате 17 сентября 1934 года, похоронен в Вудчестерском монастыре в Страуде.

##### Семья
В 1908 году Буллоу женился на Энрикетте Анжелике Маркетти (дочери актрисы Элеоноры Дузе). У пары родились сын и дочь.